# 卡塔戈 (加利福尼亞州)
卡塔戈（英語：Cartago）是位於美國加利福尼亞州因約縣的一個人口普查指定地區。

## 地理
卡塔戈的座標為36°19′15″N 118°01′35″W / 36.32083°N 118.02639°W，而該地最高點為海拔高度1106米（即3629英尺）。

## 人口
根據2010年美國人口普查的數據，卡塔戈的面積為3.036平方千米，當中陸地面積為3.029平方千米，而水域面積為0.007平方千米。當地共有人口92人，而人口密度為每平方千米30人。